# Cathédrale d'Ugento
La cathédrale d'Ugento est une église catholique romaine d'Ugento, en Italie. Il s'agit de la cathédrale du diocèse d'Ugento-Santa Maria di Leuca.